# المسجد الأعظم (شفشاون)
المسجد الأعظم بمدينة شفشاون شمال المغرب هو مسجد تاريخي بني من طرف الباشا أحمد الريفي.
أسس المسجد الأعظم بشفشاون في عهد حكم أسرة بني راشد العلمية الإدريسية في القرن 16 م على يد حاكم المدينة سيدي محمد بن مولاي علي بن موسى بن راشد العلمي الإدريسي الحسني وقد تم الانتهاء من بنائه عام 969 هجرية.
ويعتبر المسجد الأعظم من أعرق الأماكن السياحية بمدينة شفشاون المغربية، حيث يحظى بزيارة الكثير من السياح المغاربة والأجانب سنوياً، لكون هذا المسجد يتميز بتصميم هندسي فريد، مما يجعله محط اهتمام من جميع السياحية.
يتميز هذا المسجد باتساع مساحته وخاصة بصومعته المثمنة الأضلع ويحتوي على ثريا خشبية تنتصب وسط بلاط المحراب، تكاد تكون فريدة من حيث مادة الصنع وكثافة الزخرفة.

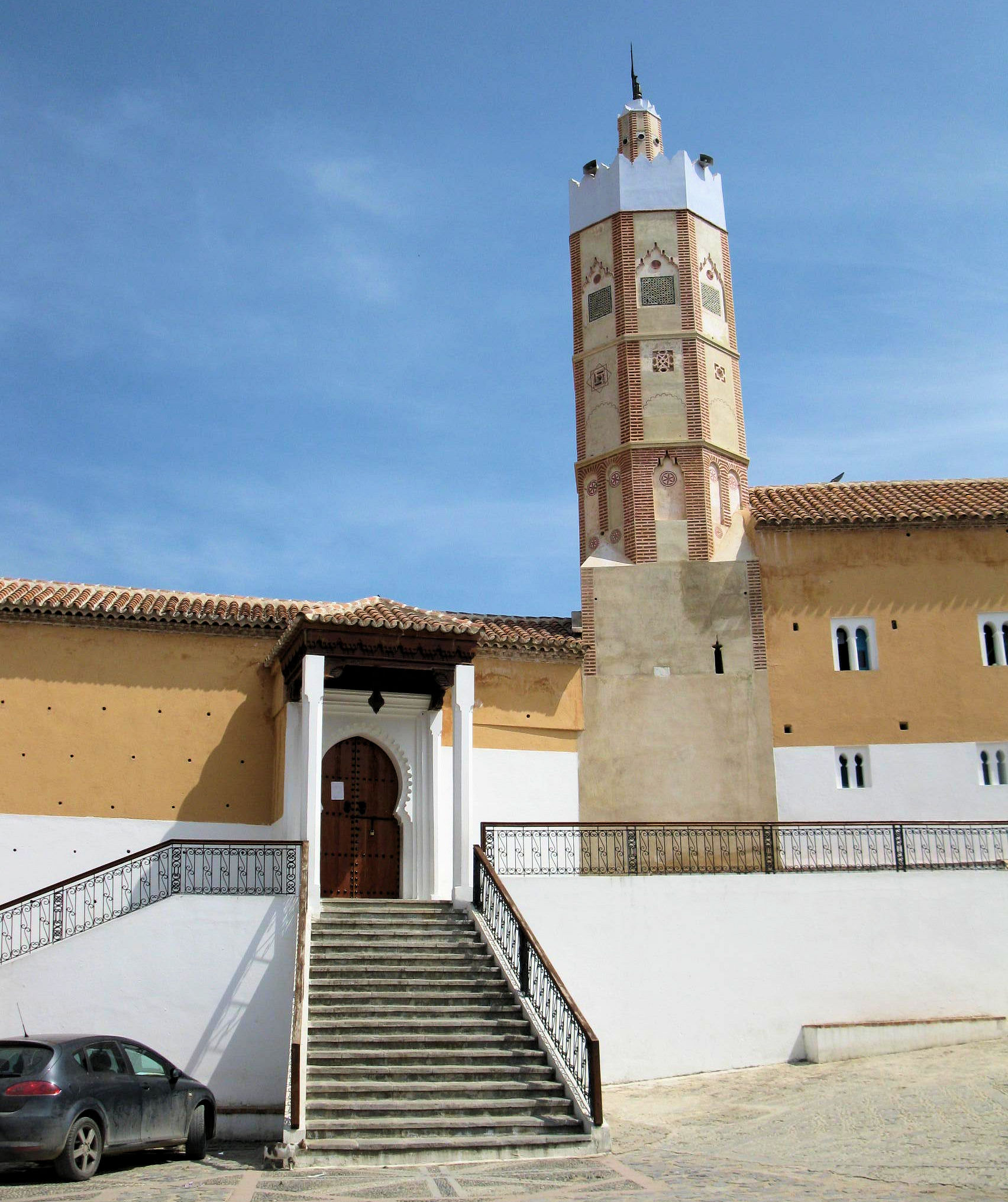
مَدخل ومنارة المسجد الأعظم، من ساحة وطاء الحمام